# Култивационни съоръжения
Култивационните съоръжения са такива съоръжения, в които се постига контрол върху някои или много метеорологични елементи. Отглеждането на култури в култивационни съоръжения е необходимост, от една страна за разсадопроизводство, а от друга – за преодоляване на сезонността при производството и консумацията на прясна растителна продукция.

## Ниски култивационни съоръжения
При тези култивационни съоръжения хората извършващи манипулации са извън съоръжението.
- Прости защитни съоръжения
  - Защитен тунел. Най-често има дължина 10–15 м, ширина 1 м и височина 80 см. Състои се от метални, дървени или пластмасови полуобръчи, покрити с фолио. Използва се за производство на листни зеленчуци или на разсади.
  - Защитена леха. Представлява леха с размер на защитения тунел, от двете страни на която се издигат 20–30 см тирове, върху които се поставят рамки с фолио.
  - Топла леха. Това е вариант на защитената леха, при която под почвения пласт се поставя 20–30 см пласт от биотопливо (оборски тор).
  - Тунел с водно отопление. Има размерите и формата на защитения тунел, но при него се използва допълнително отопляване чрез топла вода.

- Парници. Това са отопляеми с биотопливо, прости култивационни съоръжения, изградени на постоянно място. Състоят се от парников трап, парникова каса и парникова рамка. Биват:
  - Едноскатни – рамката се повдига само от едната страна
  - Двускатни – има 2 рамки, за повдигане и работа в парника от двете страни

- Парници с техническо отопление. При тези парници освен биотопливо се използва парно или водно отопление

## Оранжерии
При тези култивационни съоръжения са защитени както растенията, така и работещите в тях хора.
- Студени полиетиленови оранжерии. При тях се използва защитният ефект на защитените тунели.
- Топли полиетиленови оранжерии. При тях се използват отоплени с биотопливо лехи или техническо отопление – вода или пара.
- Стоманено-стъклени оранжерии. Този тип оранжерии се изграждат най-често в комплекс със значително по-голяма площ и се извършва контрол върху няколко фактора:
  - На топлината – чрез техническо отопление
  - На топлината и светлината – чрез техническо отопление и допълнително осветление за удължаване на дължината на деня през зимата
  - На топлината, светлината и влажността на въздуха – чрез допълнително оросяване.

## Вегетационни къщи
Този вид култивационни съоръжения обикновено се използват в научните институти за максимален контрол върху няколко климатични фактори – топлината, влагата, светлината и пр.